# Typhlodromus dalfardicus
Typhlodromus dalfardicus är en spindeldjursart som först beskrevs av Maryam I. Daneshvar 1987.  Typhlodromus dalfardicus ingår i släktet Typhlodromus och familjen Phytoseiidae. Inga underarter finns listade i Catalogue of Life.